# Sarayacu

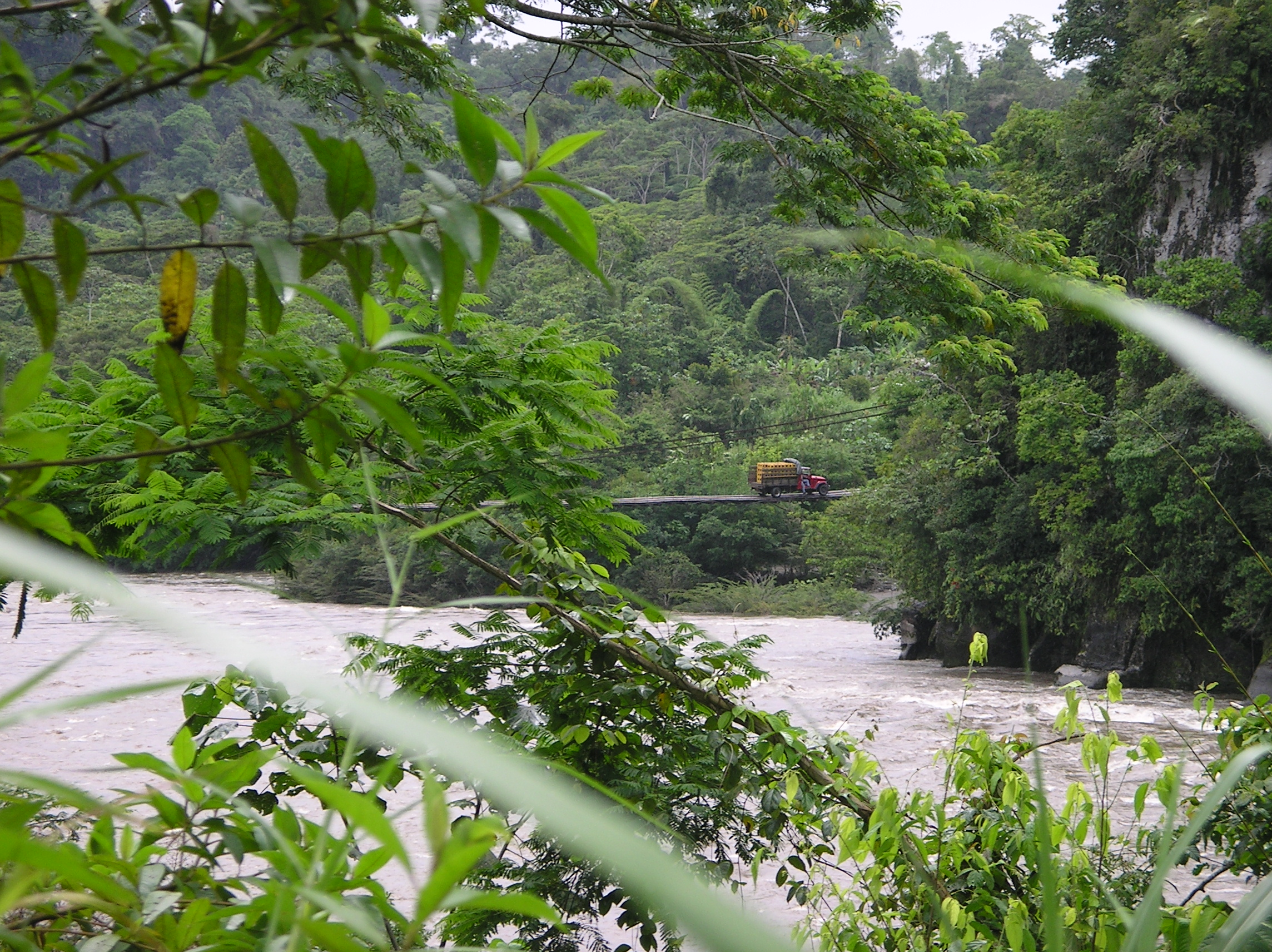
Puente sobre el río Pastaza entre Puyo y Macas.
(Foto: André Hübner)

Sarayaku (en kichwa: Sarayaku "río de maíz"; sara "maíz", yaku "agua, río") es una localidad y comunidad kichwa en la provincia de Pastaza, parroquia de Pastaza, en la Amazonía del Ecuador.
Sarayacu es conocido por su resistencia contra la explotación de su territorios por la empresa petrolera argentina CGC, lo que resultaría en la destrucción de selvas amazónicas.
La comunidad Sarayaku i
presentó su caso, conocido como caso Sarayaku, en la Corte Interamericana de Derechos Humanos.
En 2003, dos franceses hicieron un documental sobre la explotación del petróleo en Ecuador. Una gran parte está dedicada a la comunidad de Sarayaku.